# グセフ
グセフ（グーセフ、ロシア語: Гу́сев, ラテン文字転写: Gusev）は、ロシアのカリーニングラード州の都市。人口は2万9234人（2021年）。
歴史的には東プロイセンに属し、グンビンネン（グムビンネン、ドイツ語: Gumbinnen, リトアニア語: Gumbinė, ポーランド語: Głąbin/Gąbin） の名で知られた。リトアニアとの国境に近く、チェルニャホフスク（インステルブルク）よりも東に位置する。

## 地理
グセフはプレゴリャ川（旧プレーゲル川）の支流ピッサ川に、クラスナヤ川（旧ロミンテ川）が合流する地点にある。カリーニングラード州の東部に位置し、ベルリン・グダニスク・カリーニングラード・ヴィリニュス・ミンスクを結ぶE28号線が走る。州都カリーニングラードからは東へ124キロメートル。リトアニアとの国境へは37キロメートル、ポーランドとの国境へは38キロメートル。

## 歴史

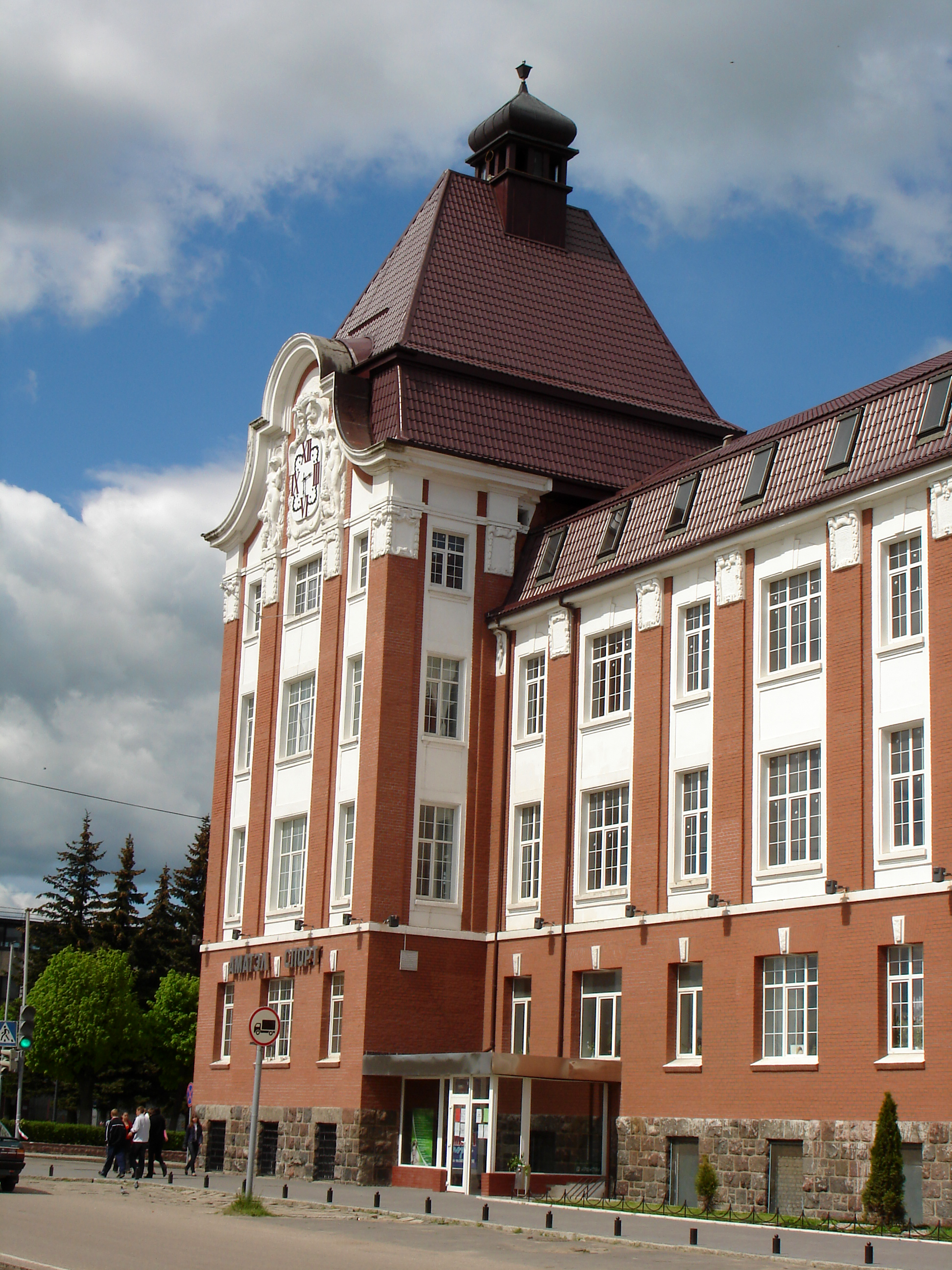
グセフの中心、かつてのグンビンネンの県庁舎

グンビンネンはプロイセン王国の東プロイセン州グンビンネン県の中心地であった。13世紀にドイツ騎士団が征服し、1525年のプロシア公領成立時にはKulligkehmen、1576年の地図ではBisserkeim（ビッセルカイム）と呼ばれた。1580年の記録でグンビンネンという地名が初出しているが、これはリトアニア語の「gumbine」（こぶの多い枝）に由来する。
1724年5月24日に市となったグンビンネンは、1656年のタタール人による襲撃と1709年から続いたペストによって人口減少に悩んでおり、18世紀初頭には入植が進められ、スイスやオーストリアから誘致されたプロテスタントの集団が移り住んだ。七年戦争では1758年から1762年にかけてロシア帝国軍に占領された。1807年にはフランス軍により占領され、1812年にはロシア遠征途上のナポレオン1世が滞在している。
1860年の鉄道開通後は産業が発展し、冶金や機械などの工場が建った。1890年時点では人口は12,207人、うちカトリックが269人でユダヤ教徒が95人だった。
第一次世界大戦では1914年8月18日から19日にかけてロシア軍とドイツ軍が衝突するグンビンネンの戦いが起き、ロシア軍は大きな犠牲を払いながらもドイツ軍を圧倒しグンビンネンを一時占領している。
第二次世界大戦では独ソ戦末期の1944年10月21日から赤軍とドイツ国防軍の間で戦車戦が起きたが、ドイツ側は1945年1月まで持ちこたえた。1945年1月21日、赤軍の侵攻によりグンビンネンは破壊された。戦後はソビエト連邦のカリーニングラード州に属し1946年9月7日にグセフと改名された。グセフとは、1945年1月にグンビンネンを巡る戦いで戦死し、死後にソ連邦英雄の称号を贈られたセルゲイ・グセフ大尉にちなんでいる。
2000年代、市内にはロシア海軍バルト艦隊沿岸部隊第11軍団が駐留していたが、2022年にウクライナ侵攻が始まると同軍団はウクライナのハルキウ州バラクリヤに進出。同年9月にウクライナ軍の攻勢に直面して敗北し、部隊は壊滅状態となった。

## 出身者
- ゴットハルト・ハインリツィ：軍人
- オレグ・ガズマノフ：歌手